# Лагерстремија
Лагерстремија, индијски јоргован (Lagerstroemia indica L.) научни назив рода дао је Лине по Лагерстрему (Magnus von Lagerström, 1691-1759) директору Шведске источноиндијске компаније који му је доставио биљку коју је сакупио. Епитет врсте значи индијска, иако је тежиште ареала у Кини. Називи indica, japonica и sinensis често не говоре о прецизном пореклу врсте јер су у Европи осамнаестог века ови појмови били доста апстрактни. Кинески назив врсте је 紫薇 (зивеј).

## Опис врсте
Листопадни жбун или ниско дрво 7–10 m високо, обично са више стабала од земље и варијабилном округластом или вазоликом круном. Кора дебла и старијих грана сива и глатка; млади изданци голи, четвороугаони или краткоокриљени.
Листови наспрамни, наизменични или у пршљену по три, сесилни или са петељком до 2 mm; лиска елиптична, издужено јајаста или суборбикуларна, са кратким зашиљаним врхом и целим ободом, 2,5-7 [-10] × 1,5–4 cm, папираста до слабо кожаста, гола или слабо маљава дуж нерава абаксијално, бочних нерава 3-7 пари, широко клинасте до заобљена основе.
Цветови пречника 1,5-5,0 cm, од јула до септембра, у густим субпирамидалним, терминалним метлицама дугим 10–25 cm, на овогодишњим леторастима; у метлици 25 до 500 цветова.. Чашица звонаста, дуга 1 cm, зелена, гола, без епикаликса, са шест троугластих зашиљених режњева, који остају и на плоду. Круница цеваста шесточлана, цев 7–11 mm дуга, глатких голих зидова или са 6 нејасних или изразитих ребара; љубичасте, ружичасте или беле латице наборане, јајасте, 1,2–2 cm дуге, у основи стиснуте у витку петељку 6–9 mm дугу. Прашника 36-42, они су диморфни кончастих филамената. Плодник го, а стубић тучка штрчи изнад прашника.
Чауре елипсоидне до лоптасте, 1-1,3 × 0,7-1,2 cm, са 4-6 карпела; остају на гранама током зиме, садрже преко 20 семена. Плодоноси септембра-новембра. Семе ексалбуминско, ортодоксно, дуго 7–11 mm са крилцем. У килограму 150.000 до 175.000 зрна.

## Ареал
У Кини је распрострањена у покрајинама Анхуеј, Фуђен, Гуангдунг, Гуангси, Гуејџоу, Хајнан, Хенан, Хубеј, Хунан, Ђангси, Ђилин, Шандунг, Шанси, Сечуан, Јунан, Џеђанг и  Тајван ван Кине расте у Бангладешу, Бутану, Камбоџи, Индији, Индонезији, Јапану, Лаосу, Малезији, Мјанмару, Непалу, Пакистану, Филипинима, Сингапуру, Шри Ланки, Тајланду и Вијетнаму, а широко се гаји широм ових и других топлих региона света.

## Биоеколошке карактеристике
Лагерстремија је брзорасући хелиофит који толерише и полусенку, али се најбоље развија када има преко 6 сати директне осунчаности дневно; цвета у другој години. Подноси орезивање; орезује се у пролеће, уклањањем грана са прошлогодишњим плодовима. Привлачи инсекте. Најбоље расте на месту заштићеном од ветра и мраза, који могу да оштете цветове. Расте на скоро свим врстама земљишта: песковитом, иловастом или глиновитом, иако јој највише одговара влажно, добро дренирано тло, pH 5,0-6,5. Лако се пресађује, подноси сушу и алкална земљишта, али може да има проблема са штеточинама и болестима.

## Примена
Широко се користи у хортикултури и пејзажној архитектури топлијих регија због високодекоративних особина: раскошних цвасти, продуженог цветања и атрактивне коре. Због доста великог распона висина може да се гаји у посудама, ако се редовно залива и прихрањује; као дрворедна врста са покривачем тла испод, као жива ограда, у масиву или као солитер посебно за мале просторе. Индијски јоргован може да се гаји и као зељаста перена у суровијој клими свакогодишњим орезивањем на пањ, када не измрзава надземни део, а корен је у земљишту заштићен.

## Размножавање

### Генеративно размножавање
Семе посејано на 15 °C без претходног третмана клија за 10-15 дана, мада је после једномесечне стратификације на 4 °C клијање уједначеније. Клијавце треба препикирати појединачно у контејнере и умерено прихрањивати. У стакленику расту врло брзо и понекад цветају првог лета после децембарске или јануарске сетве.

### Вегетативно размножавање
Успешно се размножава зеленим резницама (бирају се леторасти без цветних пупољака, а могу и једнонодусне резнице) током јуна-августа без претходног третмана или третираним са 0,75% IBA; ожиљују се под мистом и у загрејаном супстрату на 21 °C сачињеном од тресета, перлита и песка (1:1:1). Ожили се 80-100% резница. Зреле и коренске резнице представљају успешан начин размножавања.
Хетеровегетативно размножавање је изузетно ретко у расадницима, а може да се примени бочно спајање на дебље подлоге кад се жели нпр. комбинација сорти са различитом бојом цветова на истој индивидуи. Размножавање културом ткива такође се користи.

## Унутарврсни таксони
Врсте рода Lagerstroemia лако се међусобно хибридизују. Почев од 1962. године, Национални арборетум Сједињених Држава спроводио је опсежан програм оплемењивања и селекције. Између 1981. и 1990. године, Национални арборетум је синтетисао 20 међуврсних сорти лагерстремије, од којих је већина добијена сложеним укрштањима између L. indica и L. fauriei Koehne то су:
- ‘Muskogee’,
- ‘Natchez’,
- ‘Tuscarora’,
- ‘Tuskegee’,
- ‘Acoma’,
- ‘Hopi’,
- ‘Pecos’,
- ‘Zuni’,
- ‘Biloxi’,
- ‘Miami’,
- ‘Wichita’,
- ‘Apalachee’,
- ‘Comanche’,
- ‘Lipan’,
- ‘Osage’,
- ‘Sioux’,
- ‘Yuma’,
- ‘Caddo’,
- ‘Tonto’
- ‘Choctaw’[4][18][19][20][21][22][23][24]

Ове сорте успешно комбинују врхунске особине цветања L. indica и отпорност на плесни (Erysiphe lagerstroemiae E. West) L. fauriei. Неколико сорти је наследило живописну кору L. fauriei која се љушти, као и изванредну боју јесењег лишћа.